# Pachyserica sapae
Pachyserica sapae är en skalbaggsart som beskrevs av Ahrens 2006. Pachyserica sapae ingår i släktet Pachyserica och familjen Melolonthidae. Inga underarter finns listade i Catalogue of Life.